# Humayun
Humayun (Kabul, 6 de marzo de 1508-Delhi, 22 de febrero de 1556), fue el segundo emperador del Imperio mogol de la India. Gobernó desde 1530 a 1540 (y luego entre junio de 1555 y enero de 1556 hasta su muerte accidental) un territorio que hoy corresponde con Afganistán, Pakistán, y parte del norte de la India. Era hijo de Babur, el fundador del imperio. Ascendió al trono el 30 de diciembre de 1530 a pesar de la oposición de una parte de la nobleza, heredando de su padre un inmenso territorio que este no había tenido tiempo de organizar. Perdió su imperio durante un prolongado período de tiempo pero finalmente, con la ayuda del Imperio persa, lo recuperó, y aún más grande. En el momento de su fallecimiento, el Imperio del Gran Mogol ocupaba cerca de un millón de kilómetros cuadrados.

## Antecedentes
Humayun nació como Nasir al-Din Muhammad de la esposa favorita de Babur Māham Begum el martes 6 de marzo de 1508. Según Abu Fazal Allami, Māham estaba emparentada con la noble familia del sultán Hussain Mirza de Jorasán. También estaba emparentada con el jeque Ahmād Jami.
La decisión de Babur de dividir los territorios de su imperio entre dos de sus hijos fue inusual en la India, aunque había sido una práctica común en Asia Central desde la época de Gengis Kan. A diferencia de la mayoría de las monarquías, que practicaban la primogenitura, los timúridas siguieron el ejemplo de Gengis y no dejaron todo un reino al hijo mayor. Aunque bajo ese sistema sólo un Chingissid podía reclamar la soberanía y la autoridad khanal, cualquier varón chinggisid dentro de una determinada sub-rama tenía igual derecho al trono (aunque los timúridas no eran chinggisid en su ascendencia paterna). Mientras que el Imperio de Gengis Kan se había dividido pacíficamente entre sus hijos a su muerte, casi todas las sucesiones chinggisíes desde entonces habían acabado en fratricidio. 
Tras la muerte de Timur, sus territorios se dividieron entre Pir Muhammad, Miran Shah, Khalil Sultan y Shah Rukh, lo que dio lugar a guerras interfamiliares.  A la muerte de Babur, los territorios de Humayun eran los menos seguros. Sólo había gobernado cuatro años, y no todos los umarah] (nobles) consideraban a Humayun como el gobernante legítimo. De hecho, antes, cuando Babur enfermó, algunos nobles intentaron instalar a su cuñado, Mahdi Khwaja, como gobernante. Aunque este intento fracasó, fue una señal de los problemas que se avecinaban.

## Reinado de Humayun

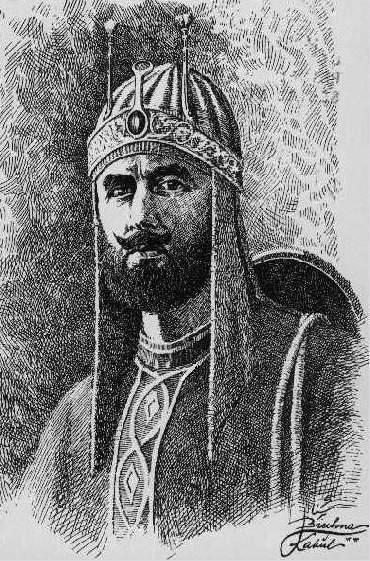
Sher Shah Suri.

Aprovechando la inestabilidad del imperio, minado por las intrigas de la corte, los rajás sometidos por su padre se rebelaron. En 1531, Humayun llevó a su ejército ante la fortaleza de Kalinjar. Pero debido a la escasez de fondos de la tesorería imperial, aceptó el fuerte rescate que se le ofreció y levantó el sitio. Humayun se puso entonces en marcha para someter a los afganos instalados en Bihar a los que derrotó en 1532. En diciembre de ese mismo año logró someter a las tropas de Sher Shah Suri.
Mientras tanto, Bahadur Shah se anexionó la zona de Malwa (correspondiente a una parte del actual estado de Madhya Pradesh y del Rajastán). Bahadur se fortificó en el fuerte de Chittor. Humayun tomó el fuerte y obligó a Bahadur a huir. Las tropas del imperio continuaron su marcha, tomando la fortaleza de Mandu y las ciudades de Cambay y Ahmedabad. Dejó a su hermano Askari como gobernador de la zona; este se vio incapaz de defender la región cuando en 1536 Bahadur Shah la atacó.
Mientras Humayun seguía con sus campañas en el oeste, Sher Shah reforzó su posición en Bihar y se lanzó a la conquista de Bengala. Humayun decidió intentar recuperar Bengala en lugar de perseguir a Sher Shah. El 26 de junio de 1539, las tropas mogoles fueron derrotadas por las afganas en la batalla de Chansa. Humayun se vio obligado a huir hasta Agra acompañado únicamente por algunos fieles seguidores. Perdió una nueva batalla contra los afganos en Kanauj en 1540 lo que le obligó nuevamente a huir, esta vez hacia el Punjab y, posteriormente a Sind. Fue allí, en Umarkot, donde nació su hijo y heredero, Akbar, en 1542.

## Destierro y vuelta al trono

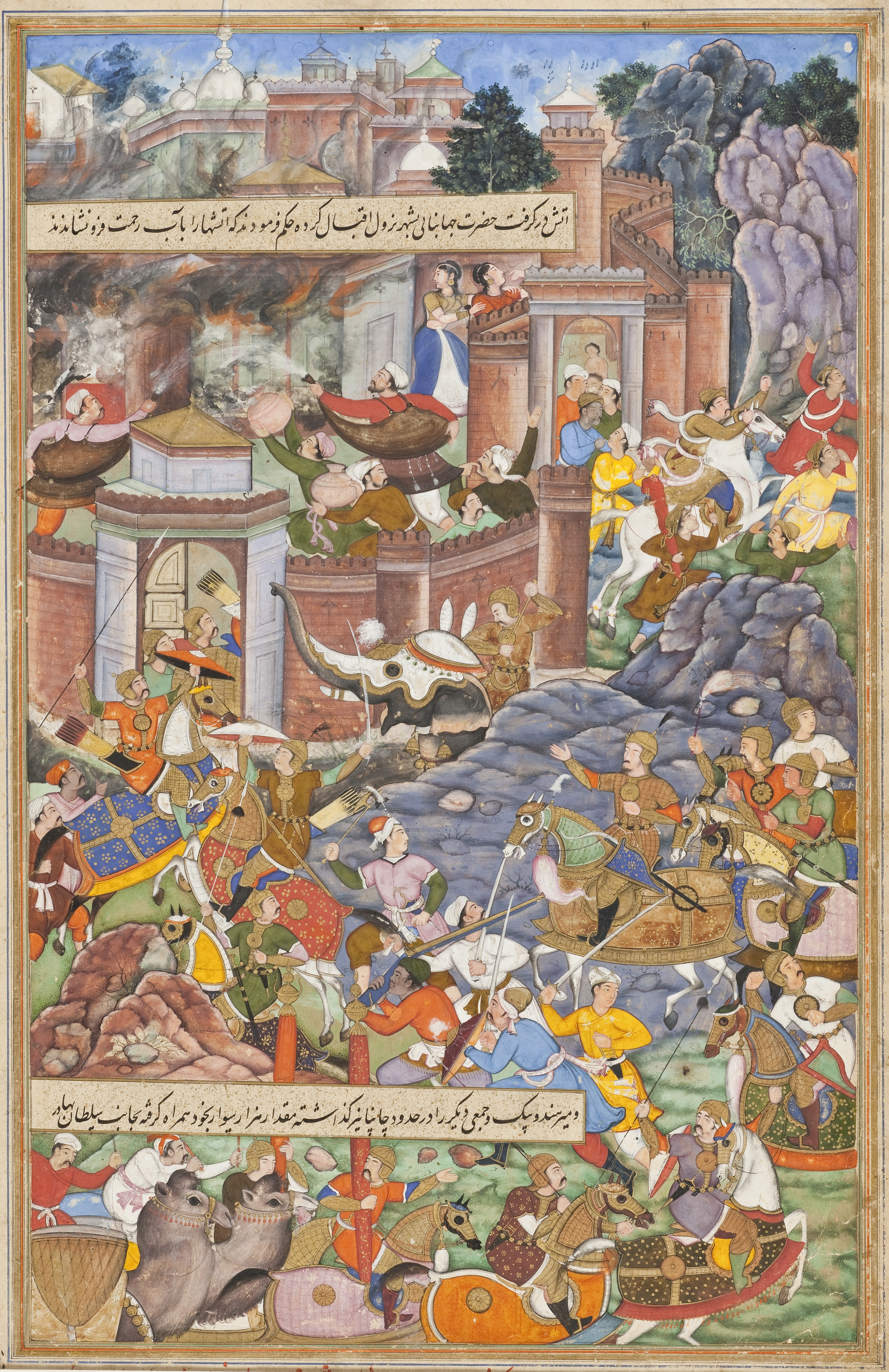
Batalla durante la campaña de Humayun en Gujarat, 1535, folio del Akbarnama (Historia de Akbar). Pakistán, Lahore.

La huida de Humayun terminó en Persia donde el sah le ofreció tropas para que pudiera recuperar el trono. En 1544, Humayun toma las ciudades de Kandahar y Kabul, gobernada por su hermano Kamran, que la recuperó en 1546. Al año siguiente la ciudad volvió a ser tomada por Humayun. En 1549, Kamran se apoderó de Kandahar; Humayun recuperó la villa, cegó a su hermano y lo envió a La Meca como penitencia.
Tras la muerte accidental de Sher Shah durante el sitio de Kalinjar (1545) su hijo, Islam Shah le sucedió. Islam Shah murió en 1554. Estas dos muertes dejaron a la dinastía tambaleándose y desintegrándose. Tres rivales por el trono marcharon hacia Delhi.
Humayun estaba ya preparado para volver a la India y recuperar su trono. En 1554, entró en Peshawar; al año siguiente tomó Lahore. En la batalla de Sirhind el 22 de junio de 1555, los ejércitos de Sikandar Shah Suri fueron derrotados decisivamente. Ese mismo año, su victoria contra las tropas afganas en la batalla de Macchiwara consagró su victoria. En julio de 1555, Humayun entró finalmente en Delhi y recuperó el trono después de 15 años destronado (primero en el exilio y luego batallando en territorio mogol).

## Personalidad

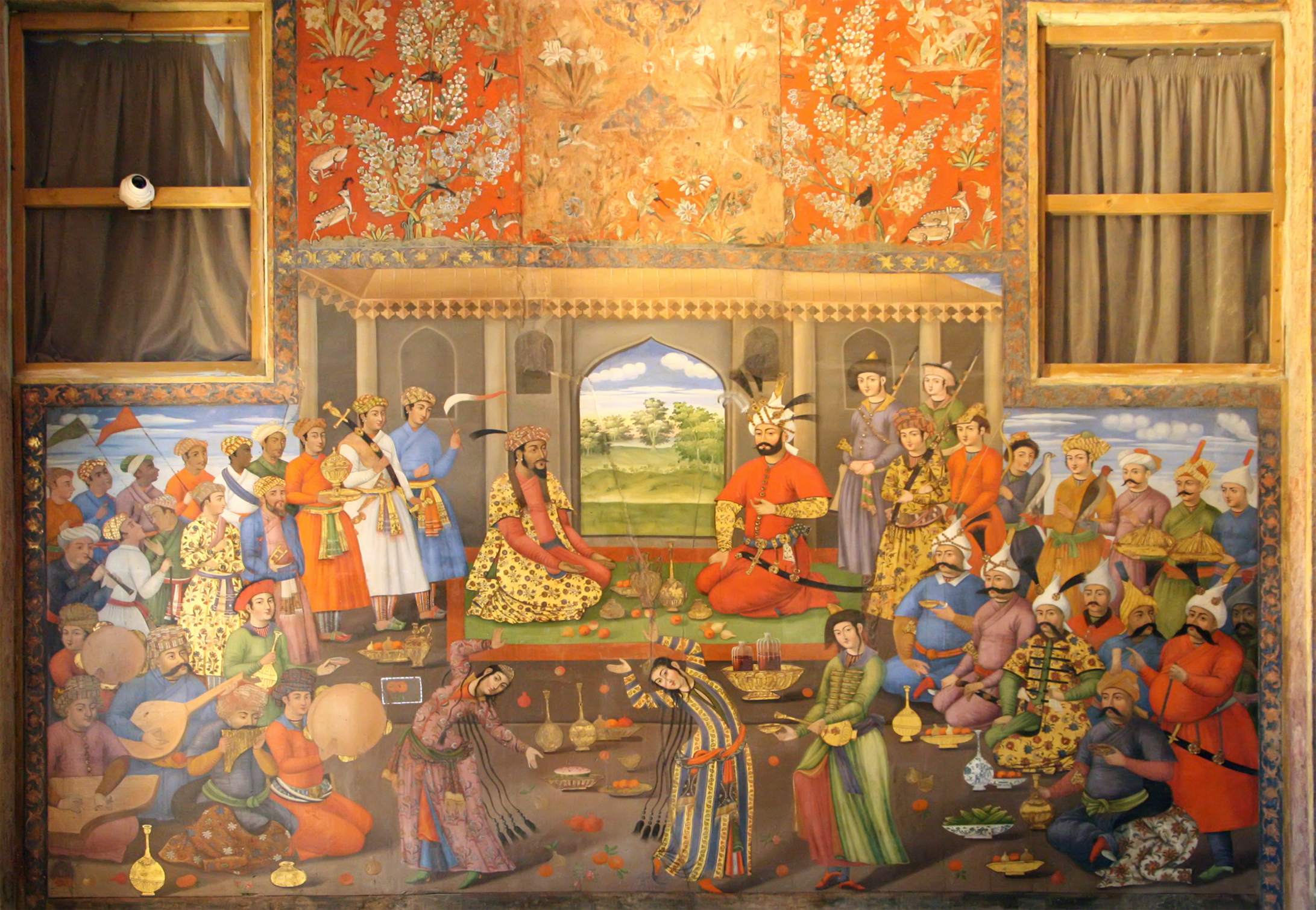
Encuentro entre el Shah Tahmasp I y el emperador mogol Humayun en Isfahán.

Edward S. Holden escribe: "Fue uniformemente amable y considerado con sus dependientes, devotamente apegado a su hijo Akbar, a sus amigos y a sus turbulentos hermanos. Las desgracias de su reinado surgieron en gran medida, de su incapacidad para tratarlos con rigor". Además, escribe: "Los mismos defectos de su carácter, que lo hacen menos admirable como gobernante exitoso de las naciones, hacen que lo apreciemos más como hombre. Su fama ha sufrido porque su reinado se produjo entre las brillantes conquistas de Babur y el benéfico arte de gobernar de Akbar; pero no era indigno de ser el hijo de uno y el padre del otro".  Stanley Lane-Poole escribe en su libro Medieval India: "Su nombre significaba el vencedor (afortunado/conquistador), no hay ningún tipo en la historia que se llame tan mal como Humayun", era de naturaleza indulgente. Además, escribe: "De hecho, fue desafortunado... Apenas había disfrutado de su trono durante seis meses en Delhi cuando resbaló desde los pulidos escalones de su palacio y murió en su cuadragésimo noveno año (24 de enero de 1556). Si había una posibilidad de caer, Humayun no era el hombre que la perdía. Se tambaleó a lo largo de su vida y salió de ella dando tumbos".
Humayun ordenó la ejecución por aplastamiento por elefante de un imán que creyó erróneamente que criticaba su reinado.

## Muerte y legado

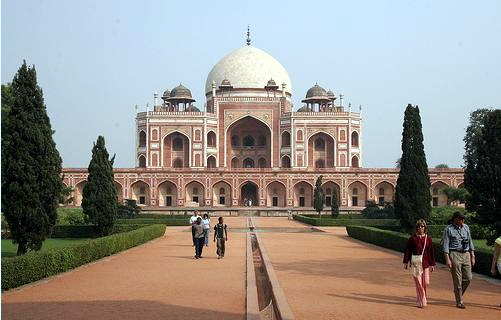
Tumba de Humayun.

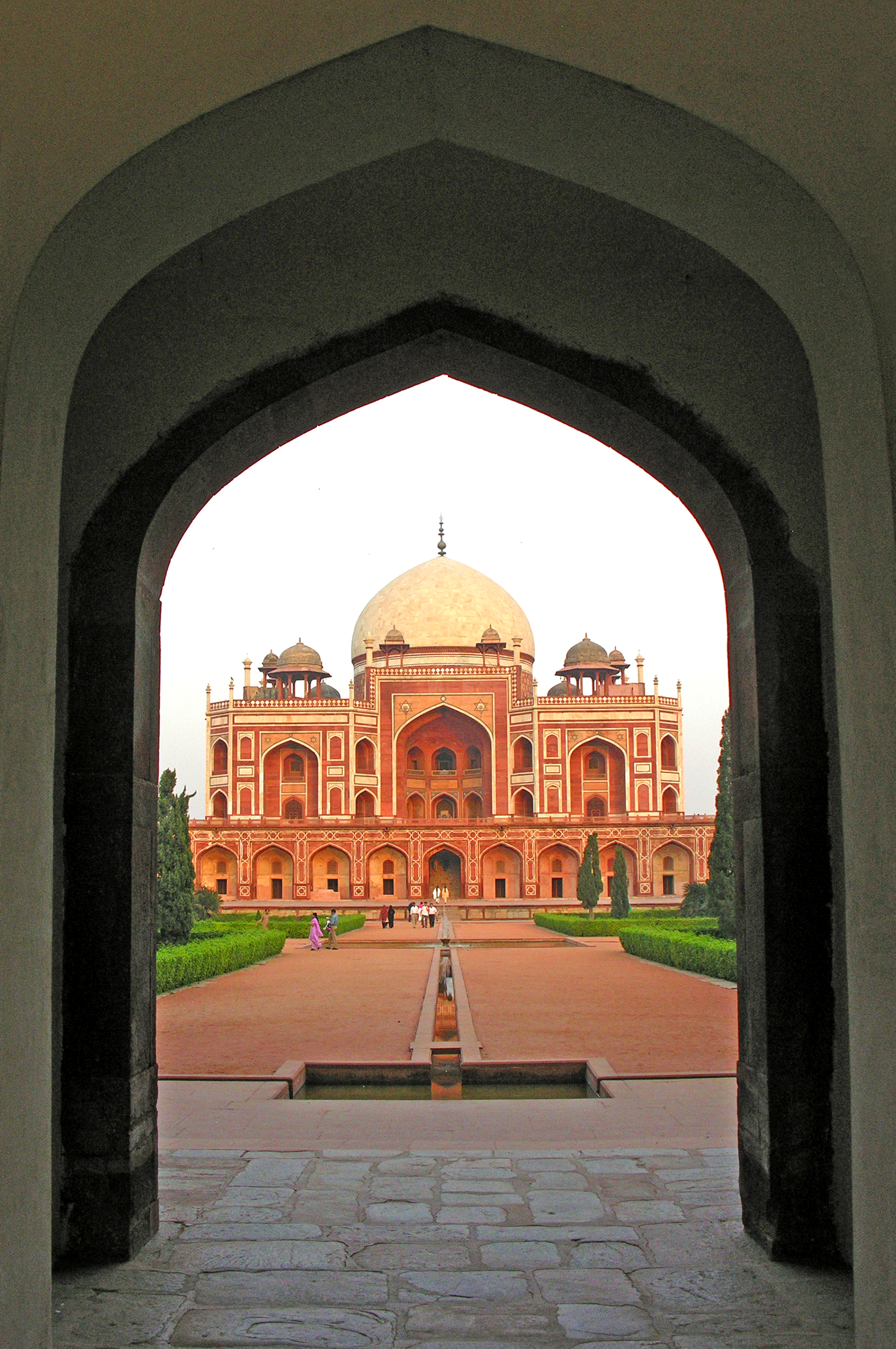
Vista de la entrada de la tumba.

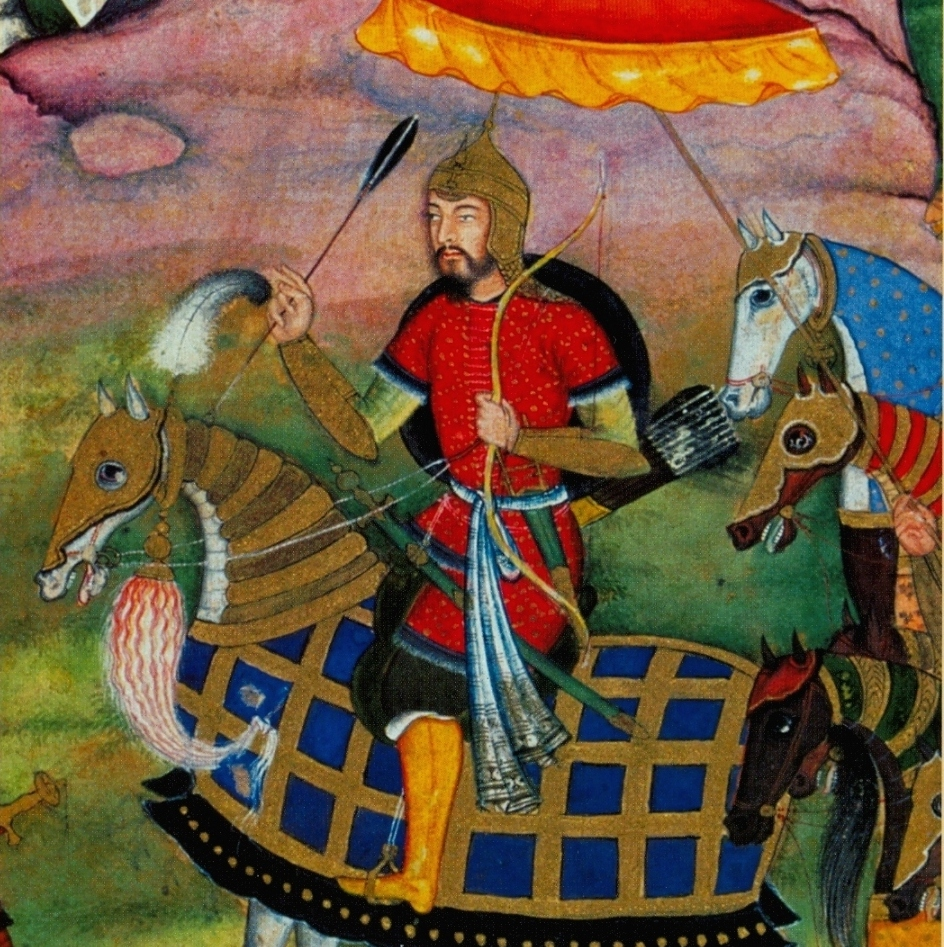
Humayun. Detalle de una miniatura en el Baburnama, década de 1590 d. C.

El segundo emperador de los mogoles murió en 1556 al caer accidentalmente desde una escalera de su biblioteca. Su esposa, Hamida Begum, ordenó construir un mausoleo en su honor. La tumba de Humayun situada en Delhi está considerada desde 1993 Patrimonio de la Humanidad por la Unesco. Se trata de una de las mejores muestras del arte mogol de la India y está considerada la precursora en estilo del famoso Taj Mahal de Agra.
El 24 de enero de 1556, Humayun, con los brazos llenos de libros, bajaba la escalera de su biblioteca cuando el muecín anunció el Azaan (la llamada a la oración). Tenía la costumbre, siempre que oía la llamada, de arrodillarse en señal de reverencia. Al intentar arrodillarse, se enganchó el pie con la túnica, resbaló varios escalones y se golpeó la sien con un borde de piedra escarpada. Murió tres días después. Su cuerpo fue enterrado en Purana Quila inicialmente, pero, debido a un ataque de Hemu sobre Delhi y la captura de Purana Qila, el cuerpo de Humayun fue exhumado por el ejército que huía y trasladado a Kalanaur en el Punjab donde Akbar fue coronado. Después de que el joven emperador mogol Akbar derrotara y matara a Hemu en la Segunda Batalla de Panipat. El cuerpo de Humayun fue enterrado en la Tumba de Humayun en Delhi, la primera gran tumba con jardín de la arquitectura mogol, sentando el precedente que luego siguieron el Taj Mahal y muchos otros monumentos indios. Fue encargado por su favorita y devota esposa principal, Bega Begum.
Akbar pidió más tarde a su tía paterna, Gulbadan Begum, que escribiera una biografía de su padre Humayun, el Humayun nameh (o Humayun-nama), y lo que recordaba de Babur.
El título completo es Ahwal Humayun Padshah Jamah Kardom Gulbadan Begum bint Babur Padshah amma Akbar Padshah. Tenía sólo ocho años cuando murió Babur, y se casó a los 17, y su obra es de estilo persa sencillo.
A diferencia de otras biografías reales mogoles (el Zafarnama de Timur, el Baburnama, y su propio Akbarnama) no ha sobrevivido ninguna copia ricamente ilustrada, y la obra sólo se conoce por un único manuscrito maltrecho y ligeramente incompleto, ahora en la Biblioteca Británica, que apareció en la década de 1860.  Annette Beveridge publicó una traducción al inglés en 1901, y desde el año 2000 se han publicado ediciones en inglés y bengalí.

## Esposas y descendientes
- De la unión con Beqa Begum Taghai (1527- 1581), apodada Haji Begum, hija de Yadgar Mirza Taghay, tuvo la siguiene descendencia:
  - Al Aman Mirza, (Agra 1528 - murió joven)
  - Aqiqa Begum, (Agra 1531 - ahogada en Chausa el 27 de junio de 1539)

- Gul Barg Begum Barlas (1530/1533), hija de Nizamuddin Ali Barlas Khalifa, y de Sultanam Begum (casada primero con Mir Shah Hussein Arghoun); murió después de 1543; no tuvo descendencia

- De la unión con Hamida Banu Begum (Sindh, 29 de agosto de 1541), titulada Mariam Makani; hija del jeque Ali Akbar Jami, apodado Baba Dost; (1527 - Agra, 29 de agosto de 1604) tuvo la siguiente descendencia:
  - Akbar
  - Jahan Sultan Begum, (Sabz awar 1544 - Kabul 1547)
  - Na Begum, (1545/1550 - Kotal Sitara otoño 1557)
  - Na Begum, (1545/1550 - Jallalabad otoño 1557)

- Nawab Bilqis Makani Mariam Beg (en Persia 1543/1544), hija de Masum Beg y Sultanam, hermana del Shah Tahmasp; sin descendencia

- De la unión con Mah Chuchak Oghlan (1546 - Kabul marzo de 1564), hermana de Bairam Oghlan, tuvo la siguiente descendencia:
  - Bakhtunissa Begum o Fakhrunissa Begum, (Kabul 1550 - Agra 1608) casada con Abul Maali Shah, asesinada 13 de mayo de 1564 luego Kwaja Hassan Naqshabandi
  - Sakina Banu Begum, (1551 - después de 1578) casada con Shah Ghazi Khan Qazwini, hijo de Naqib Khan Qazwini
  - Amina Banu Begum, (1552)
  - Mohammed Hakim Mirza, (Kabul 19 de abril de 1553 - Kabul 10 de octubre de 1585); Gobernador de Badakstan
  - Faruk Fal Mirza, (Kabul 1554- murió joven)
  - Na Begum (1555/1556)

- Shahzada Begum Miranshah (1551), hija del sultán Soleiman Mirza Miranshah y de Haram Begum; sin descendencia

### Concubinas
- Maywa Jan, hija de Chamberlain Khadang
- Chand Bibi, ahogada en Chausa, 27 de junio de 1539
- Shad Bibi, ahogada en Chausa, 27 de junio de 1539
- Bibi Gunwar, cuya descendencia fue:
  - Bakshi Banu Begum, (septiembre de 1540 - ¿?), casada con el sultán Ibrahim Mirza Miranshah, (1534 - muerto en septiembre de 1560), hijo del sultán Soleiman Mirza Miranshah y de Haram Begum y luego con Mirza Sharafuddin Husain Ahrari, hijo de Kwaja Muin Ahrari y de Quchak Begum, muerto en 1580
- Khanish Agha Khwarizmi, hija de Jujuq Mirza Khwarizmi, cuya descendencia fue:
  - Ibrahim Mirza, (Kabul 19 de abril de 1553 - murió joven)
- Shaham Agha, en peregrinación a La Meca 1575
- Bibi Safiya, en peregrinación a La Meca 1575